# Alfred Bloch (Sprachwissenschaftler)
Alfred Bloch  (* 18. April 1915 in Basel; † 11. Juli 1983 ebenda) war ein Schweizer Sprachwissenschaftler.

## Leben und Werk
Alfred Bloch, Sohn des Ingenieurs Max Bloch und der Suzanne geb. Weil, studierte vergleichende Sprachwissenschaft, klassische Philologie und Islamwissenschaft an der Universität Basel, wo er 1939 zum Dr. phil. promoviert und 1942 habilitiert wurde. Er wurde 1950 ausserordentlicher Professor und 1953 ordentlicher Professor für Indogermanistik und indoiranische Philologie, daneben war er von 1949 bis 1955 Lektor für Hebräisch an der Theologischen Fakultät in Basel. 1962 wurde der Ledige Inhaber eines neu geschaffenen Lehrstuhls für vergleichende Sprachwissenschaft mit besonderer Berücksichtigung der Indologie. Hervorgehoben werden seine Forschungen auf dem Gebiet der altarabischen Dichtung.

## Schriften (Auswahl)
- Zur Geschichte einiger suppletiver Verba im Griechischen. Waldstein, Basel 1940, OCLC 458572392 (zugleich Dissertation, Basel 1939).
- Vers und Sprache im Altarabischen. Metrische und syntaktische Untersuchungen (= Acta tropica. Supplementum. Band 5). Verlag für Recht und Gesellschaft, Basel 1946, OCLC 886967579.
- Worin reicht Gandhis Bedeutung über Indien hinaus? Gedenkrede aus Anlass der 100. Wiederkehr des Geburtstages Mahatma Gandhis, gehalten am 12. Dezember 1969 (= Basler Universitätsreden. Heft 63). Helbing und Lichtenhahn, Basel 1970, OCLC 833109907.